# 児玉希望
児玉 希望（こだま きぼう、1898年7月5日 - 1971年5月2日）は、日本画家、日本芸術院会員。

## 経歴
広島県高田郡来原村原田（現・安芸高田市高宮町原田）出身。本名・省三。尾竹竹坡門下を経て、1918年に川合玉堂の門に入る。「希望」の号は竹坡がつけたもの。帝展に出品し、1921年「夏の山」で初入選。1928年帝展では洋画の手法を取り入れた「盛秋」で特選となる。以後、新文展、日展に出品。1950年日展運営会参事、伊東深水門下の白鳥映雪らとともに日月社を結成。1952年の作品「室内」により日本芸術院賞を受賞。1958年日展評議員、1959年日本芸術院会員。1961年日展常務理事。1970年勲三等旭日中綬章受章。画塾の門下には佐藤太清、奥田元宋、船水徳雄らが在籍した。賀茂鶴酒造社長・会長を歴任した石井泰行は娘婿。賀茂鶴酒造副社長・石井裕一郎（石井泰行の長男）は公益財団法人奥田元宋・小由女美術館理事。

## 作品
- 「大楠公」 絹本著色 佐久市立近代美術館蔵 1941年（昭和16年） 第4回新文展
- 「花下吟詠」 絹本著色 額装1面 東京国立近代美術館蔵 1942年（昭和17年）献納展
- 「仏蘭西山水絵巻(山・海・河)」 絹本墨画 3巻 東京国立近代美術館 1958年（昭和33年）

## 著書など
- 水墨滞欧記 誠文堂新光社 1958
- 現代日本絵巻全集 14 児玉希望・東山魁夷 小学館 1982
- 児玉希望 日本画と写生の世界 泉屋博古館分館 c2007